# Kohlmaißhöhe
Kohlmaißhöhe är en bergstopp i Österrike.   Den ligger i distriktet Sankt Johann im Pongau och förbundslandet Salzburg, i den centrala delen av landet, 260 km väster om huvudstaden Wien. Toppen på Kohlmaißhöhe är 918 meter över havet.
Terrängen runt Kohlmaißhöhe är kuperad åt nordost, men åt sydväst är den bergig. Närmaste större samhälle är Sankt Johann im Pongau, 3,7 km söder om Kohlmaißhöhe. 
I omgivningarna runt Kohlmaißhöhe växer i huvudsak blandskog. Runt Kohlmaißhöhe är det ganska glesbefolkat, med 45 invånare per kvadratkilometer.